# 沃里克 (喬治亞州)
沃里克（英語：Warwick）是一個位於美國喬治亞州沃思縣的城市。

## 地理
沃里克的座標為31°49′49″N 83°55′15″W / 31.83028°N 83.92083°W，而該地的平均海拔高度為85米（即279英尺）。

## 人口
根據2010年美國人口普查的數據，沃里克的面積為2.10平方千米，當中陸地面積為2.10平方千米，而水域面積為0.00平方千米。當地共有人口423人，而人口密度為每平方千米201.43人。